# Jack O'Lantern (bande dessinée)
Pour les articles homonymes, voir Jack O'Lantern.
Jack O’ Lantern est une bande dessinée britannique apparue en 1954 dans le journal Eagle. George Beardmore en était le scénariste. Il est plus connu en France pour sa série Fraser of Africa, également publiée dans Eagle, et dont deux épisodes parurent dans Pilote.
Le dessinateur Robert Ayton (1915-1985) est le co-créateur de la série et sera brièvement remplacé sur la fin par Cecil Langley Doughty (1913-1985).
Ayton dessinera environ 250 planches couleur, à raison d’une par semaine comme il était d’usage à l’époque. Doughty livrera 36 pages supplémentaires en respectant le style graphique de son prédécesseur.
Rappelons qu’habituellement Jack O’Lantern est une citrouille, ou un navet, évidée et que l’on a sculptée afin de lui donner un visage effrayant. Une fois que l’on place une bougie allumée, on obtient une composition plus ou moins horrifique, assez familière lors d’Halloween.

## Le thème
L’histoire se situe vers la fin de la période géorgienne, après l’acte d’Union mais toujours durant les guerres napoléoniennes. La lutte contre les espions français est d’ailleurs le fil rouge de la saga. Cet aspect historico-géopolitique est complété par une sensibilité dickensienne puisque comme Oliver Twist ou Nicholas Nickleby le jeune héros est orphelin, ou se croit l’être. A cela se rajoute au cours des épisodes l’exploration des bas-fonds londoniens.
Si Dickens est principalement le narrateur de la ville, Jane Austen est davantage celle de la gentry campagnarde. Or il y a aussi de cela chez Jack O’Lantern particulièrement dans les premiers épisodes.
L’une des forces de la série, en dehors de l’aspect peu francophile toujours prisé Outre-Manche, est de réunir différents personnages que l’on retrouvera sinon dans tous les épisodes au moins très régulièrement tels le caporal Kettle ou encore les gitans Jasper et Rollo.

## L’histoire
Jack Yorke las des mauvais traitements qu’il subit s’enfuit de l’orphelinat. Il retrouve celui qui est son père et s’avère être un bandit de grand chemin. Ancien capitaine de l’armée anglaise, sans le sou car son propre frère, Humphrey, a capté à son seul profit l’héritage familial. Ne pouvant supporter le déshonneur d’avoir pour père un criminel, Jack s’enfuit une nouvelle fois. Mais Rollo, un jeune bohémien, lui assure qu’en fait son père n’est qu’un voleur de circonstance et que son véritable objectif est de démasquer un espion français lequel a sans doute pris langue avec ce fameux oncle Humphrey. (Stand and Deliver)
Pour autant le capitaine Peter Yorke est arrêté et condamné à être pendu. Conduit à la prison de Newgate, il se lie d’amitié avec un boxeur Jem Slammer (qu’on pourrait traduire par Jem le Taulard). Le jour de l’exécution ils sont sauvés par Jack et les Bohémiens. Le comte Bruneaux accepte de réexaminer le cas à la condition que Jem affronte et batte Tom o’Stratford, le champion de l’oncle Humphrey, le véritable traître. Ce sera pour Jack l’occasion de mettre au jour une véritable conspiration. (The Prisoner of Newgate)
Alors qu’il se rend chez son cousin Rufus, officier anglais, à Chichester, Jack est le témoin d’une évasion de prisonniers français orchestrée par le capitaine Zéro, un mystérieux espion. Une autre de plus grande ampleur est également prévue. (The Moonshiners)
Le capitaine Zéro ayant plus d’un tour dans son sac, Rufus est désormais prisonnier en France. Jack décide de la secourir, n’a-t-il pas déjà réussi à faire évader son père. Malheureusement son bateau est coulé par la marine française. Rejeté sur une plage, il est recueilli par une femme qui le soigne car qu’on se le dise tous les Français ne sont pas méprisables. Grâce à ses soins, Jack est assez vigoureux pour pénétrer dans la forteresse de Malpuits et faire évider son cousin. S’ensuit alors une gigantesque chasse à l’homme. Mais la France a aussi des gitans qui, eux aussi, vont aider nos héros. (Man Hunt)
Certains passages de cette histoire font penser au Moonfleet (1898) de J. Meade Falkner (1858-1932)
Ces deux dernières histoires ont été publiées en France en noir et blanc dans Ivanhoé, un petit format, des éditions Mon Journal, qu’on connait aussi sous le nom d’Edition Aventures et Voyages.
En cette année 1813, six exilés français ont été assassinés. C’est une société secrète, Les Assassins (en français dans le texte) qui est responsable de cela avec à leur tête le puissant marquis de Broux. C’est à cette occasion que Jack aura partie liée avec les Bow Street Runners, les ancêtres de la police londonienne. (The Assassins).
L’oncle Humphrey a également ruiné Dick Lawless (littéralement Richard Sans Loi). Décidés à aider Dick, Jack et son père se rendent à Malborough (Ride for Life)
Jack a été recruté dans un cirque par le clown Little Caesar. Mais Caesar est un gredin qui avec 3 autres a dérobé le trésor de Napoléon, trésor confisqué par la couronne britannique. Les autorités promettent 2 000 £ de récompense à qui permettra l’arrestation des voleurs. (Brotherhood of the Key)
Après avoir vendu leur propriété pour 5 000 guinées, Jack et son père s’en retournent à Londres mais se font voler par des bandits de grand chemin de la bande de Quicknick. Le père est sérieusement blessé et du coup Jack est placé dans un orphelinat par un très étrange capitaine. Mais on n’enferme pas Jack comme cela, surtout quand il veut retrouver les voleurs de la fortune familiale. Dans cet épisode Jack retrouve lord Bruneaux. (Your Money or Your Life)
Lord Bruneaux demande à Jack de se rendre en Cornouailles et de se joindre sous couvert à la Naval Intelligence pour faire cesser les activités de naufrageurs sans scrupule. Jack se fait donc embaucher par le forgeron de St Vulyans pour mener discrètement son enquête. Ce dernier épisode a été dessiné par C. L. Doughty. (The Wreckers)

## Les épisodes

### Dans l’hebdomadaire Eagle
- Stand and Deliver (28 planches)
- The Prisoner of Newgate
- The Moonshiners
- Man Hunt (40 planches)
- The Assassins
- Ride for Life
- Brotherhoofd of the Key
- Your Money or Your Life
- The Wreckers

### Dans les Almanachs Eagle
Il s’agit de courtes histoires de 4 pages. Rappelons que l’Almanach de l’année N parait en fait en septembre de l’année N-1.
- The Golden Tobyman (1957, en noir et blanc)
- The Dancing Bear (1958)
- The Golden Platter (1959)
- The Devil of Bransbury (1960)
- Jack o-Lantern Takes a Bath (1961)
- The Joker (1962)

### Roman
- Jack O'Lantern and the Fighting Cock (1958)

Roman de 176 pages écrit par George Beardmore et dans lequel Jack, toujours durant les guerres napoléoniennes, rencontre le fameux Fighting Cock. Celui dit être en fait le comte de Rajac or il se trouve que le secrétaire du roi Louis XVIII revendique ce titre. Visiblement l’un des deux ment. Mais lequel ?